# 537 Pauly
537 Pauly (mednarodno ime je tudi 537 Pauly) je asteroid, ki kaže značilnosti dveh tipov M in U (po Tholenu) v glavnem asteroidnem pasu. 

## Odkritje
Asteroid je odkril francoski astronom A. Charlois ( 1864 – 1910) 7. julija 1904 v Nici. Asteroid se imenuje nemškem poslovnežu Maxu Paulyju.

## Lastnosti
Asteroid pauly obkroži Sonce v 5,38 letih. Njegova tirnica ima izsrednost 0,231, nagnjena pa je za 9,887° proti ekliptiki. Njegov premer je 39,11 km, okoli svoje osi se zavrti v 16,250 urah .